# Веспуччи, Америго
Аме́риго Веспу́ччи (итал. Amerigo Vespucci, лат. Americus Vespucius; 9 марта 1454, Флоренция — 22 февраля 1512, Севилья) — итальянский путешественник и мореплаватель, в честь которого Америкой был назван Новый Свет.
Отправившись в 1501—1502 годах в плавание к берегам Бразилии и Вест-Индии, доказал, что данные территории являются не восточной окраиной Азии (как первоначально предполагалось из путешествий Колумба), а отдельным континентом, описанным как Новый Свет. В 1507 году новый континент был назван Америкой в честь латинской версии имени Веспуччи.

## Биография

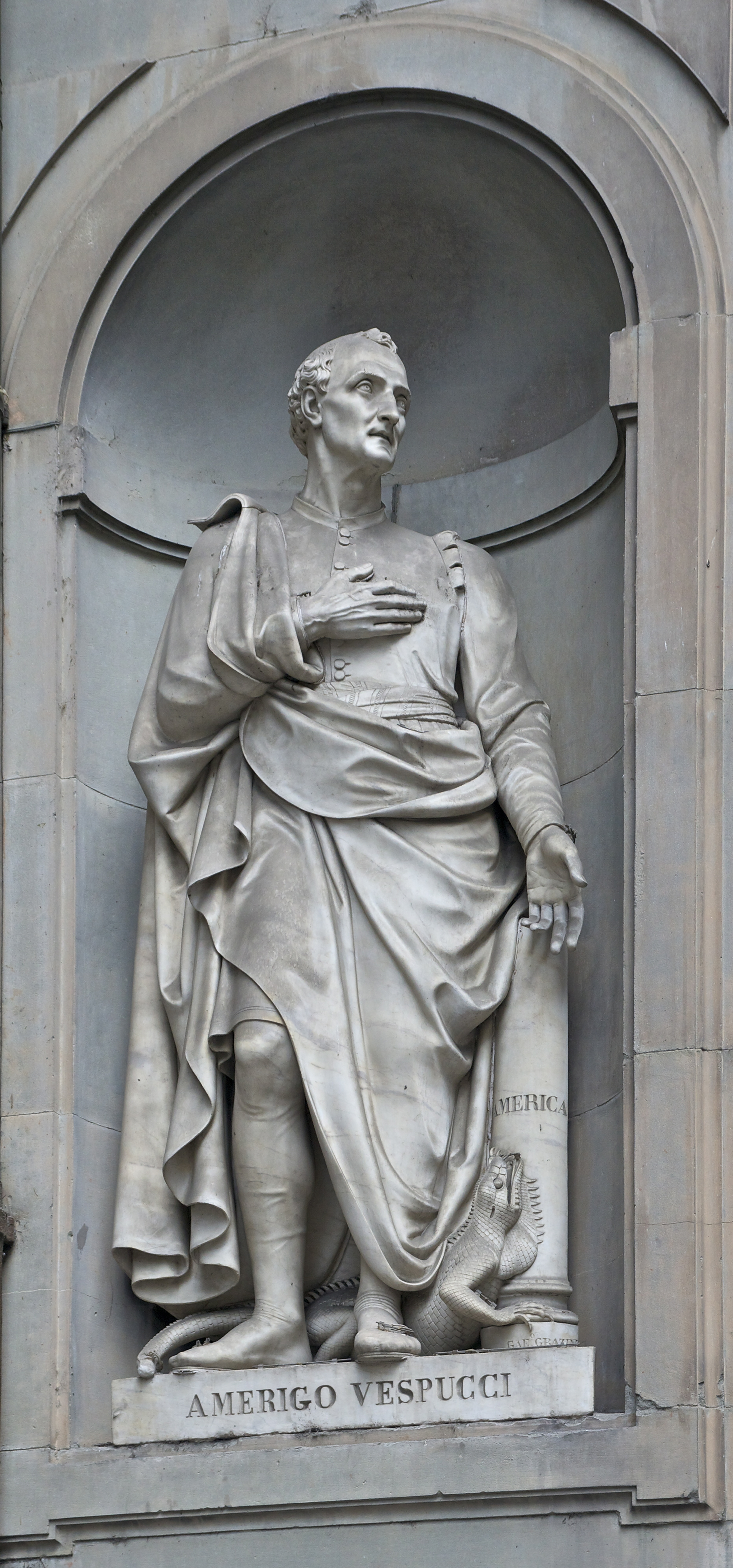
Статуя Америго Веспуччи в галерее Уффици во Флоренции. Работа Гаэтано Граццини

Америго Веспуччи родился 9 марта 1454 года во Флоренции. При крещении ему дали имя в честь святого Эмерика. У Америго было два брата: старший — Антонио (учёный в Университете Пизы), средний — Джироламо (торговец в Сирии). Родственником им приходился Марко Веспуччи (сын приора Сан-Марко), муж Симонетты Веспуччи (в девичестве Симонетта Каттанео).
Америго Веспуччи был третьим сыном государственного нотариуса республики Анастазио (Настаджо) Веспуччи. Он получил тщательное воспитание у своего учёного дяди Джорджо Антонио Веспуччи, доминиканского монаха монастыря Святого Марка во Флоренции, который обучил его латыни (на латыни он напишет письмо своему отцу 18 октября 1478 года), и показал большие успехи в физике, мореходной астрономии и географии. В качестве торговца он отправился в 1490 году в Севилью (вместе с ним едет его племянник Джованни, младший сын старшего брата Антонио), где поступил на службу в богатый торговый дом флорентийца Джаннотто Берарди. Так как этот дом снабжал Колумба деньгами для его второго путешествия 1493 года, то можно полагать, что Америго Веспуччи знал испанского адмирала, по меньшей мере, с этого времени. Колумб ещё незадолго до своей смерти рекомендовал его своему сыну как честного, надежного человека.
В 1492 году флорентийский торговый дом Медичи посылает Америго Веспуччи, вместе с Донато Никколини, в резиденции Кадиса и Севильи. В декабре 1495 года в Севилье умирает итальянский торговец Джаннотто Берарди, и Веспуччи вынужден заняться его делами. 9 апреля 1495 года Джаннотто Берарди получил контракт на поставку Испанской короне 12 кораблей водоизмещением 900 тонн. После смерти Берарди Америго Веспуччи в декабре 1495 года стал заведовать отчётностью этого торгового дома; 10 апреля 1495 года испанское правительство разорвало отношения с Колумбом, и Веспуччи получил право снабжать Индию по май 1498 года. 12 января 1496 года он получает 10 000 мараведи от казначея Пинело для выплаты заработной платы морякам. Фактически он заключил контракт на снабжение в Андалузии одной (если не двух) экспедиций в Индии, в частности третьей экспедиции Колумба. Успех предприятия этого мореплавателя внушил Америго Веспуччи мысль оставить торговое дело, чтобы познакомиться с новооткрытой частью света.

### Путешествия в Новый Свет
Америго Веспуччи в качестве штурмана принял участие в первой экспедиции испанского адмирала Алонсо де Охеда, который на четырёх кораблях 20 мая 1499 года отплыл из Пуэрто де-Санта-Мария близ Кадиса; после 23½ дней плавания ступил на берег Суринама, под 3° с. ш. (в двухстах морских милях к юго-востоку от мыса Парии) — этот маршрут они выбрали благодаря полученной от Колумба карте новой береговой линии (саму карту Колумб отправил в октябре 1498 года); исследовал этот берег, заходил в залив Маракайбо, в котором обнаружил поселение на сваях посреди воды, назвав его Венесуэла — Маленькая Венеция, проплыв более двухсот лиг на запад вдоль побережья Париа и посетив вест-индские острова, в июне 1500 года вернулся в Кадис. За время плавания экспедиция захватила двести индейцев в качестве рабов.
В том же году лоцман Хуан де ла Коса, участник экспедиции, составил свою известную карту мира, где на северном участке побережья Южной Америки, пройденном экспедицией, он нанес 22 названия, совпадающие с перечисленными у Веспуччи.
По приглашению короля Мануэла I в конце 1500 года Веспуччи отправился в Португалию и предпринял на португальских кораблях ещё два плавания из Лиссабона к берегам нового материка; первое продолжалось с мая 1501 года по сентябрь 1502 года, второе, под начальством адмирала Гонсалу Коэлью, — с 10 мая 1503 года по 18 июня 1504 года. Свои путешествия он совершал не столько в качестве начальника, сколько в качестве космографа и кормчего; только в последнее своё плавание, во время которого была исследована большая часть берегов Бразилии, он командовал небольшим судном. Рекомендованный Колумбом королю Фердинанду II Арагонскому, сопернику Мануэла I, Америго Веспуччи в 1505 году снова поступил на испанскую службу, 22 марта 1508 года был назначен главным кормчим (штурманом) для путешествий, предпринимаемых в Индию. Умер 22 февраля 1512 года в Севилье.

## Письма
Единственные письменные памятники, оставшиеся после Америго Веспуччи, состоят из его дружеских писем к некоторым знатным лицам, как то: к Лоренцио ди Пьерфранческо де Медичи (Lorenzo di Pierfrancesco de' Medici) и к гонфалоньеру Содерини во Флоренции, который сообщил их лотарингскому правителю Рене II, поощрителю географических открытий. Эти письма были напечатаны во Флоренции немедленно после смерти Америго Веспуччи. Сочинения, вышедшие в свет под названием путешествий Америго Веспуччи, были писаны не им и заключали в себе множество противоречий.
Изданный под заглавием «Quatuor navigationes» (лат. — «Четыре морских путешествия») дневник о его путешествиях есть извлечение или отрывок из более обширного сочинения, которое должно было выйти в свет, но никогда не выходило. Небольшие произведения Америго Веспуччи остались бы временным, скоропреходящим
явлением, если б не были снова напечатаны в «Raccolta» или сборнике новейших путешествий. Ещё в 1507 году в Виченце вышло в шести книгах анонимное издание «Mondo nuovo е paesi nuovamente retrovati da Alberico Vespuzio Florentino», автором которого был не Франкансоне де Монтальбоддо, как сначала думали, а венецианский космограф и картограф Алессандро Цорци. Этот «Новый Свет» был потом издан в 1508 году в Милане на латинском языке, в том же году переведён нюрнбергским врачом Рухамером на немецкий язык, а в 1516 году явился и во французском переводе.
Ещё в 1504 году книгопродавец Иоганн Оттмар, издавший «Третье путешествие», соединил название «Новый Свет», находящееся также на всемирной карте в римском издании Птолемея 1507 года, с именем Америго, но нигде нельзя найти даже малейшего указания на то, что самому Америго было известно об этом, или что он этому содействовал. Напротив, предложение назвать Новый Свет «Америкой», то есть страной Америго, было сделано впервые книгопродавцом Мартином Вальдземюллером в лотарингском городке Сен-Дье, напечатавшим в 1507 году, под именем Гилакомила или Илакомила, переведённые с французского, путешествие Америго в книге «Cosmographiae introductio etc., insuper quatuor Americi Vespucii navigationes».

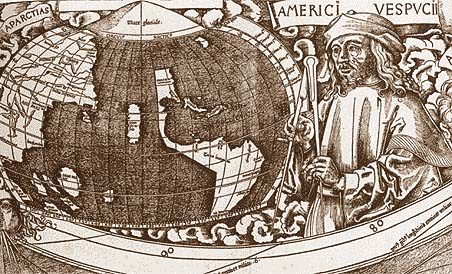
Портрет Америго Веспуччи в картуше карты мира Мартина Вальдземюллера 1507 г.

Из-за недостатка сочинений, написанных Христофором Колумбом, и из-за усердия, с которым друзья Америго, в том числе и Рене II, старались распространять известия о его путешествиях, любознательная публика встретила эти первые сведения о Новом Свете всеобщим одобрением. Книга Вальдземюллера обратила на себя большое внимание и имела четыре издания: 1507, 1509, 1535 и 1554 годов. Его предложение назвать Новый Свет в честь Америго «Америкой» получило большую поддержку. Это имя встречается уже на всеобщей географической карте, рисованной в 1520 году Апианом, далее, в издании Помпония Меда Вадиана и на одной карте вышедшего в 1522 году в Меце издания Птолемея, так что вскоре название Америки было принято всеми учёными, в том числе и в Испании. Заслуга разъяснения этого обстоятельства принадлежит Александру Гумбольдту, который изложил его в своих «Критических исследованиях об историческом развитии географических сведений касательно Нового Света» (немецкий перевод Иделера, в 3 томах. Берлин, 1836-39).